# NGC 1069
NGC 1069 este o galaxie LINER situată în constelația Balena. A fost descoperită în 29 septembrie 1886 de către Lewis A. Swift. Se află la o distanță de 134 de megaparseci de Pământ.